# 2014 في البحرين
أحداث القوائم التالية التي وقعت خلال 2014 في البحرين.

## المناصب العليا
- الملك: حمد بن عيسى بن سلمان آل خليفة
- رئيس الوزراء: خليفة بن سلمان بن حمد آل خليفة

## الأحداث

### نوفمبر
- 22 نوفمبر: الناخبون في البحرين ذهبوا إلى صناديق الاقتراع لأول انتخابات نيابية وبلدية منذ فشل الاحتجاجات.

### ديسمبر
- 20 ديسمبر: انفجار قنبلة في بني جمرة مما أدى إلى إصابة 3 من أفراد الشرطة.